# ام‌وی تارگت
ام‌وی تارگت (به انگلیسی: MV Target) یک کشتی بود که طول آن ۲۶۹ متر (۸۸۲ فوت ۷ اینچ) بود. این کشتی در سال ۱۹۹۰ ساخته شد.